# Sinobambusa humila
Sinobambusa humila är en gräsart som beskrevs av Mcclure. Sinobambusa humila ingår i släktet Sinobambusa och familjen gräs. Inga underarter finns listade i Catalogue of Life.